# Roshgolgletscher
Der Roshgolgletscher befindet sich im nördlichen Hindukusch in der pakistanischen Provinz Khyber Pakhtunkhwa.
Der Roshgolgletscher hat eine Länge von 16 km. Er strömt vom Hindukusch-Hauptkamm in südöstlicher Richtung. Er wird im Osten vom 7338 m hohen Saraghrar und im Nordosten vom 7061 m hohen Kohe Langar überragt. Im Westen wird der Gletscher von den Bergen Kohe Shakawr und Udren Zom flankiert. Der Roshgolgletscher speist den Fluss Roshgol, dessen Wasser über Tirichgol und Turikho dem Mastuj zufließt.